# George Franklin Knowlton
George Franklin Knowlton, född den 28 juli 1901 i Farmington, Utah, död den 8 april 1987 i Logan, Utah, var en  amerikansk entomolog som specialiserade sig på skadedjur som angriper grödor.

## Biografi
1923 tog han kandidatexamen, och 1924 masterexamen, båda inom entomologi från Utah State University. Han undervisade sedan vid universitetet om entomologi och zoologi. 1925 gifte han sig med Mary Brown Watkins, de fick två barn tillsammans. Han påbörjade sina doktorsstudier vid University of Minnesota och avslutade dem vid Ohio State University, där han tilldelades sin doktorsexamen 1932. Efter detta fortsatte han att arbeta och undervisa vid Ohio State University och blev 1943 professor. Under andra världskriget tjänstgjorde Knowlton i United States Army Corps of Engineers där han ledde och organiserade enheten för skadedjurskontroll. Han skrev även manualer om insektsbekämpning för den amerikanska militären.
Totalt under sin karriär publicerade Knowlton flera hundra vetenskapliga artiklar, i huvudsak om insekter som angriper viktiga grödor. Han undersökte även de interaktioner som sker mellan dessa insekter och de ödlor och fåglar som kan påverka deras nivåer. Han är även känd för sitt arbete med taxonomin för bladlöss.

## Fotosamling
En fotosamling med 122 fotografier tagna av Knowlton under hans arbete mellan åren 1935 och 1955 finns bevarad.